# Terszów Spas
Terszów Spas (ukr. Тересів-Спас) – przystanek kolejowy w miejscowości Terszów i w pobliżu miejscowości Spas, w rejonie samborskim, w obwodzie lwowskim, na Ukrainie. Położony jest na linii Sambor – Czop.
Przystanek istniał przed II wojną światową.